# 마츠우라 미야비
마츠우라 미야비(일본어: 松浦 雅, 1995년 6월 14일 ~ )는 일본의 배우이다.
효고현 아시야시 출신. 루스 소속.

## 내력
2012년 6월 10일에 개최된 《제1회 JUNON 프로듀스 걸즈 콘테스트》에서 전국 7533명의 응모자 중에서 초대 그랑프리를 수상한다.
2013년 7월에 오디션을 거쳐 《사이바라 리에코 연극제 2013!!》의 두 작품에 출연해 배우로서 첫 무대를 밟는다.
2014년 1월에는 여주인공의 동급생 역 오디션을 보지만 연령이 맞지 않아 낙선한 NHK 연속 TV 소설 《잘 먹었습니다》에, 프로듀서의 눈에 들어와, 여주인공의 딸·후쿠 역으로 텔레비전 드라마에 첫 출연하게 된다.
2014년 말에 비즈믹을 퇴사했다.

## 출연

### 드라마
- 연속 TV 소설 잘 먹었습니다 제17주 ~ 최종주 (2014년 1월 27일 ~ 3월 29일, NHK) - 후쿠 역
  - 잘 먹었습니다라고 말해주고 싶어! (2014년 4월 19일, NHK BS 프리미엄)
- 하나사키 마이가 가만히 있지 않아 제4화 (2014년 5월 7일, 닛폰 TV) - 오카자키 나오 역
- 가족 사냥 (2014년 7월 4일 ~ 9월 5일, TBS) - 스즈키 카나에 역
- GTO 제2기 (2014년 7월 8일 ~ 9월 16일, 칸사이 TV) - 하타노 마리코 역
- 화재 조사관·쿠레나이 렌지로 15 (2015년 6월 6일, TV 아사히) - 쿠지 미유키 역
- 이치로 (2015년 7월 31일 ~ 9월 25일, NHK BS 프리미엄) - 카오루 역
- 경세제민의 남자 제1부 〈타카하시 코레키요〉 (2015년 8월 22일 ~ 29일, NHK) - 카네 역
- 최강의 두 사람~교토부경 특별 수사반~ 제7화 (2015년 9월 3일, TV 아사히) - 우에노 나기사 역
- 울트라맨 오브 (2016년 7월 ~ 9월, TV 도쿄) - 유메노 나오미 역

### 영화
- 이니시에이션 러브 (2015년 5월 23일, 토호) - 아오시마 나츠코 역
- 주온 -더 파이널- (2015년 6월 20일, 쇼게이트) - 마도카 역
- 걸즈 스텝 (2015년 9월 12일, 토에이) - 쿠라타 유이 역

### 무대
- 우리 집 (2013년 7월 20일 ~ 8월 4일)
- 여자 아이 이야기 (2013년 7월 23일 ~ 8월 4일)
- 미소녀 전사 세일러 문-La Reconquista- (2013년 9월 13일 ~ 23일)
- 오니키리 공주-제2장-다가올 날 (2013년 11월 13일 ~ 17일)
- JAM TOWN (2016년 1월 13일 ~ 30일)